# Airco DH 6
Airco DH 6 var ett tvåsitsigt brittiskt skolflygplan under första världskriget.
Flygplanet konstruerades av Geoffrey de Havilland 1916 som ett grundläggande skolflygplan.
Till skillnad mot övriga flygplan från Aircraft Manufacturing Company, var flygplanet kantigt med en mängd raka ytor för att underlätta reparationer och tillverkning. Flygplanskroppen var uppbyggd runt en trästomme i fackverkskonstruktion som kläddes med duk och plywoodfaner. Flygplanet var dubbeldäckat där den undre vingen var placerad i nedre kanten av flygkroppens undersida, medan den övre vingen bars upp av fyra stöttor på vardera vinghalvan och fyra raka stöttor från flygplanskroppen. Under flygplanet var ett fast hjullandställ monterat under den främre vingkanten, i fenan fanns en sporrfjäder. På vingspetsarna monterades en båge med medar som hindrade vingspetsen att nudda marken vid landning och start. Flygplanet försågs med ett stort antal olika motorfabrikat men det vanligaste alternativet var en 90 hk RAF 1a-motor som drev en fyrbladig dragande propeller. Eleven och läraren satt bakom varandra i ett gemensamt öppet förarkabinsutrymme. Flygplanet blev känt för sina goda flygegenskaper, de var så bra att det var svårt att få flygplanet i stall eller att genomföra spinövningar.
Flygplanstypen var Royal Flying Corps grundskolflygplan fram till att den ersattes av Avro 504. Några flygplan kom att användas för ubåtsspaning längs de brittiska kusterna. När freden kom fanns fortfarande över 1 000 flygplan kvar i aktiv tjänst som rese-, tränings- och sambandsflygplan i de bakre linjerna. Ett stort antal av dessa såldes på den civila marknaden. Totalt med licenstillverkning i Spanien tillverkades typen i över 2 300 exemplar.  
Flygplanet var vanligtvis inte beväpnat förutom pilotens eventuella handeldvapen, men vid ubåtsspaning medfördes ett mindre antal bomber som kunde kastas eller droppas mot en eventuell ubåt.

## Varianter
- DH 6 - skolflygplan med någon standardmotor
- DH 6A - flygplan försedda med den amerikanska Curtiss OX-5-motorn.
- DH 6x - Spansk licenstillverkad variant med Hispano-Suiza 8-motorer.